# Ароидные
Аро́идные, или Аронниковые (лат. Araceae) — крупное семейство однодольных растений, включающее более 3000 видов в 117 родах.
В системе классификации APG II семейство относится к порядку Частухоцветные (Alismatales), входящему в группу монокоты.

## Распространение
Ароидные в большей степени распространены в тропических и субтропических областях обоих полушарий. Много ароидных и в умеренных областях, а некоторые из них заходят даже в субарктические районы, однако видовое и родовое разнообразие их вне тропиков невелико (менее 10 % видов).

## Ботаническое описание
Представители семейства — наземные, болотные или водные травы с клубнями или более или менее удлиненными корневищами. В тропических странах ароидные часто достигают гигантских размеров. Немало среди них лиан и эпифитов.

### Стебель
Ветвление стеблей ароидных обычно симподиальное, редко моноподиальное. У большинства прямостоячих форм, даже у гигантских трав, нет надземных вегетативных стеблей, которые заменены клубнями и корневищами. Однако у лазающих растений настолько длинные надземные стебли, что они уже не могут поддерживать себя в вертикальном положении. Обычно они опираются на деревья и удерживаются на них с помощью воздушных придаточных корней-прицепок. Эти корни не проявляют геотропизма, отрицательно гелиотропичны и очень чувствительны к контактному раздражению. Они отходят от повернутой к дереву-опоре стороны стебля, растут горизонтально, достигая иногда значительной длины, и «прилипают» к коре дерева-опоры с помощью особых волосков.
Не менее обычны у ароидных и питающие воздушные корни. Они более мощные и, в противоположность предыдущим, возникают на свободной, не прижатой к опоре стороне стебля. Эти корни растут вертикально вниз и свободно висят или как бы ползут вниз по коре дерева-опоры. Наконец, они достигают почвы, проникают в неё и интенсивно ветвятся, увеличивая активную всасывающую поверхность, и тем самым помогают обеспечить растение влагой и минеральным питанием.
Добывают влагу воздушные питающие корни и другим путём. Их поверхность покрыта своеобразной, обычно многослойной покровной тканью — веламеном — и через её мертвые клетки капиллярным путём, подобно губке, всасывается конденсирующаяся атмосферная влага.
В корнях ароидных обычны сосуды с лестничной перфорацией, но в стеблях они встречаются крайне редко, и водопроводящие элементы представлены главным образом трахеидами.

### Лист
Листья ароидных очередные, в большинстве случаев расчлененные на черешок и пластинку, приземные или стеблевые, разных размеров и строения.
Листовые пластинки чрезвычайно разнообразны, но среди них преобладают простые цельные широкие пластинки с сетчатым жилкованием. Однако есть все переходы к гигантским листьям со сложно рассечёнными пластинками и мощными черешками. У примитивных членов семейства листья типичные для однодольных: узкие, длинные, с параллельным жилкованием, влагалищные и без черешков.
Форма и рассечённость пластинки листа нередко поразительно меняются в процессе жизни растения. У многих ароидных рассечённые крупные листья взрослых растений существенно отличаются от мелких цельных листьев их ювенильных побегов, как это хорошо видно у монстеры тонкой (Monstera tenuis). Почти полностью редуцирована пластинка листа и у висящих побегов столонов. Строение и форма пластинки могут существенно меняться в течение собственной жизни листа, и это особенно четко прослеживается при формировании своеобразных продырявленных листьев, характерных для многих ароидных.
Разнообразно у ароидных и строение черешков. В морфологическом ряду изменений от бесчерешковых листьев с влагалищами к черешковым без влагалища есть много промежуточных форм, у которых черешок выполняет также функцию влагалища и соответственно имеет двойственную структуру: с внешней стороны он выглядит типичным черешком, а с внутренней — типичным влагалищем.
Характерны у ароидных и другие видоизменения черешков. У эпифита филодендрона толстого (Philodendron crassum) черешок служит хранилищем влаги, он сильно разрастается в толщину, становится водянистым, желтоватым и напоминает суккулентный стебель.
У ароидных обильны и разнообразны элементы выделительных тканей. Это отдельные выделительные клетки — идиобласты — с одиночными кристаллами оксалата кальция, друзами, рафидами, секреторные клетки, межклеточные трихосклереиды, а также схизогенные вместилища, смоляные каналы и особенно часто встречающиеся членистые млечники. Помимо выделительной функции многие из этих образований играют роль защиты растения от поедания животными.

### Цветок
У ароидных лишь один тип соцветия — початок, на котором обычно очень плотно, сериями спиралей размещены лишенные прицветников мелкие невзрачные цветки, которые не всегда можно четко разграничить.
Цветки обоеполые или однополые. Обоеполые цветки в большинстве случаев с 4—6-членным околоцветником, реже голые. Однополые цветки обычно голые и лишь как исключение с околоцветником.
Тычинок 4—6, но их число может быть редуцировано до 1 или возрасти до 8. Тычинки свободны или срастаются в специфические образования — синандрии. У специализированных групп нити тычинок редуцированы и непомерно разросшийся связник превращает тычинки в подобие геометрических фигур: призм, квадратов, усечённых пирамид. Пыльники яйцевидные или линейно-продолговатые, раскрывающиеся порами, продольными или поперечными щелями. Пыльцевые зерна с оболочкой разнообразных типов.
Гинецей ценокарпный из 2—3 (до 9) плодолистиков, иногда псевдомономерный; завязь верхняя, лишь иногда погруженная в мясистую ось соцветия, 1—3-гнездная, с одним или многими семязачатками в каждом гнезде.
Зародыш с обильным эндоспермом или иногда без него.
Плод почти у всех ароидных — одно- или многосемянная ягода, обычно ярко окрашенная.

### Цветение
У ароидных цветение проходит в 2 фазы.
Сначала функционируют рыльца (женская фаза цветения), и только после потери ими способности воспринимать пыльцу раскрываются пыльники (мужская фаза цветения). Протогиния встречается у растений с обоеполыми и с однополыми однодомными цветками.
Последовательность женской и мужской фаз цветения препятствует самоопылению, однако у ароидных это достигается далеко не всегда. В женскую фазу вступают сначала нижние цветки, и их зацветание идёт обычно по початку строго снизу вверх. Развитие же и раскрывание пыльников, как правило, не имеет такой последовательности. Нередко у верхних цветков или даже у цветков в средней части початка фазы цветения совпадают и становится возможным самоопыление. Это относится и к гейтоногамии, которая довольно обычна у ароидных.
Таким образом, протогиния не так уж надёжно защищает цветки ароидных от самоопыления, и для предотвращения его потребовалось развитие других механизмов. Одним из них становится структура самого соцветия. Эволюция соцветий в семействе идёт по пути все более резкого отграничения женских частей цветка и соцветия от мужских. И если у примитивных ароидных цветки обоеполые, то в конце эволюционного ряда у наиболее специализированных групп цветки однополые, причём женские и мужские размещены в разных частях соцветия или даже на разных растениях (двудомность, к примеру, наблюдается у ряда видов из рода Аризема (Arisaema). Самоопыление в этом случае совершенно исключено.

### Соцветия

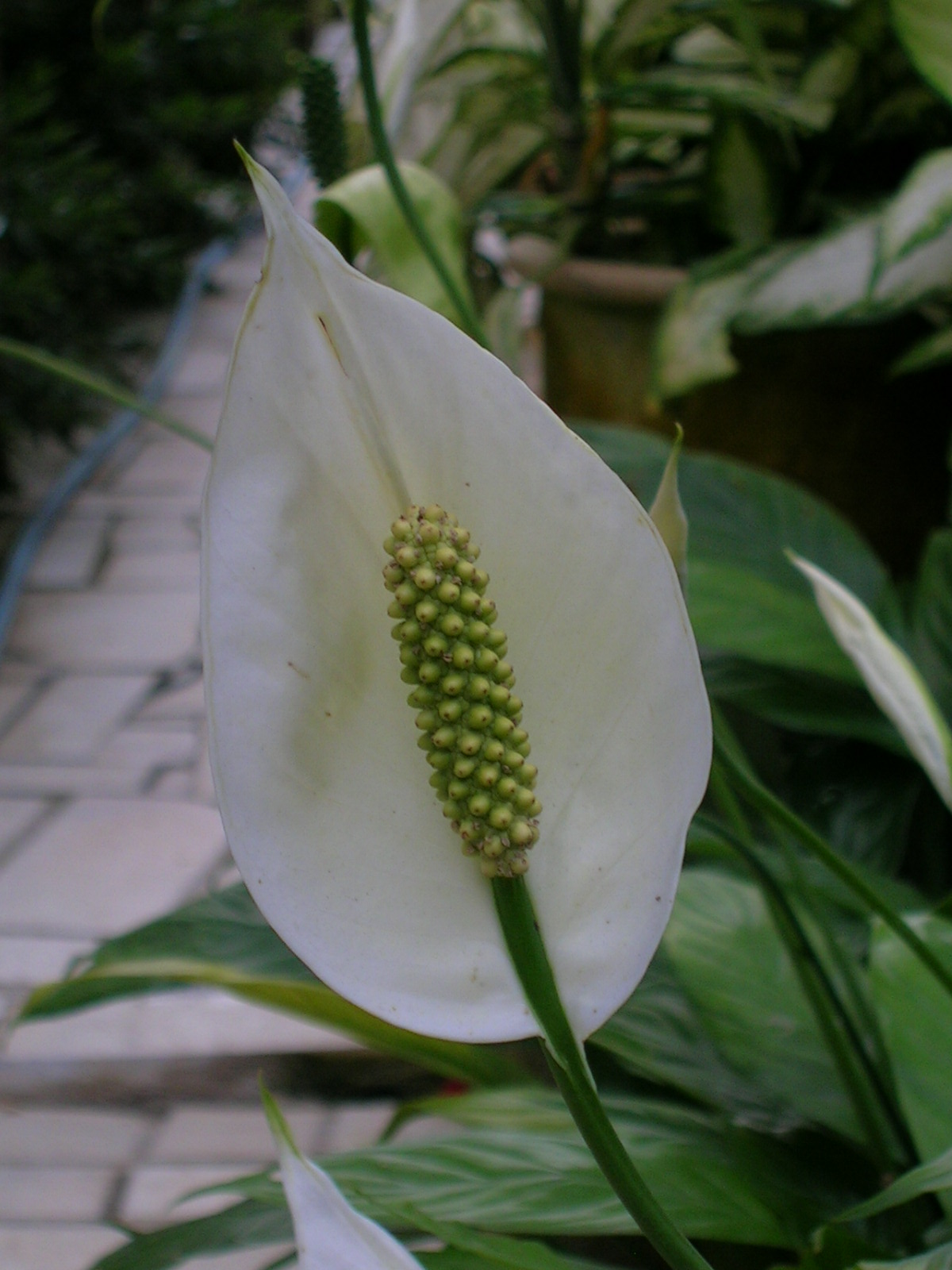
Цветущий Спатифиллум

Соцветия ароидных поражают разнообразием и за редкими исключениями выглядят как одиночные цветки. Такое впечатление создаётся главным образом благодаря видоизменению покрывала (кроющего листа) соцветия, нередко ярко окрашенного и принимающего форму околоцветника. Иногда она так причудлива, что соцветие можно принять за экзотический цветок орхидных или лист-кувшинчик насекомоядных непентесов.
Соцветия различаются и по размерам, и по многим существенным признакам, показывающим разную степень их эволюционной продвинутости.
Наиболее примитивные соцветия, несущие на початке только обоеполые цветки, свойственны самым примитивным ароидным. В более специализированных подсемействах развиваются только однополые цветки. На початке образуются две зоны цветков: нижняя — из женских цветков, верхняя — из мужских. Затем в области их контакта возникает зона стерильных цветков, а иногда образуется даже вторая зона стерильных цветков на верхушке початка. В некоторых случаях стерильные цветки редуцируются, и тогда женскую часть соцветия от мужской отделяет лишь голый участок стерильной оси соцветия.
У некоторых ароидных верхние стерильные цветки образуют придаток початка, нередко превращающийся в так называемый осмофор — носитель запаха, привлекающего опылителей. У отдельных видов этот придаток приобретает причудливую форму шляпки гриба или становится нитевидным.
Видоизменённые стерильные цветки также играют определённую роль в опылении насекомыми, особенно у специализированных ароидных. В пределах семейства параллельно усложнению строения соцветия упрощалось строение цветков, и в специализированных подсемействах женский цветок состоит обычно только из одного гинецея, а мужской часто сведён к одной тычинке или одному синандрию. Нередко мужские цветки на одном соцветии состоят из разного числа тычинок (как, например, у видов рода Аморфофаллус (Amorphophallus)), и тогда определить границу отдельного цветка очень трудно.
В связи со специализацией соцветия интересны и изменения покрывала соцветия. У большинства специализированных групп покрывало полностью или частично прикрывает соцветие, выполняя, помимо защитной, и другие функции.
Свойственная многим видам яркая окраска покрывала привлекает насекомых-опылителей, особое строение покрывала соцветий-ловушек способствует «ловле» насекомых-опылителей и удержанию их в соцветии в зоне расположения женских цветков. Двухкамерное покрывало у представителей рода Криптокорина (Cryptocoryne) препятствует самоопылению и предохраняет соцветие от намокания.

### Опыление

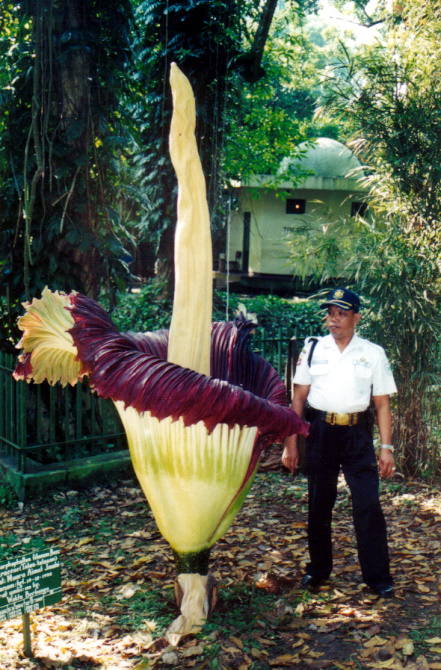
Цветущий
Аморфофаллус титанический (Amorphophallus titanum)

Опыляются цветки ароидных преимущественно насекомыми (мухами, пчелами, жуками, тлями). Некоторое значение в опылении, хотя и оспариваемое отдельными исследователями, имеют улитки:66, в ряде случаев не исключено и ветроопыление.
Для ароидных характерен особый род энтомофилии — сапромиофилия — опыление навозными и падальными мухами. В этом случае растение оказывается активным членом, оно как бы заставляет насекомых против их воли опылять цветки. Для этого у растения формируется ряд специальных структур, предназначенных для обмана насекомого. Имитируя запах и цвет субстрата, в который откладывают яйца эти насекомые, растение буквально зазывает опылителей в соцветие-ловушку и держит их пленниками до тех пор, пока они не опылят цветки и не получат пыльцу для опыления цветков других соцветий.
У растений семейства ароидных цветение сопровождается явлением, описанным ещё Ламарком более двухсот лет назад, но и до сих пор не переставшим интересовать учёных. Это резкое повышение температуры соцветия или отдельных его частей на 10, 16 и даже 30° по сравнению с температурой окружающей среды. Причиной является резкая интенсификация дыхательного процесса, а достаточно высокая температура необходима растениям для успешного протекания процесса оплодотворения. Так, например, у белокрыльника, дыхание цветоноса накануне распускания соцветия активизируется в 25—30 раз. Но особенно замечательна тесная связь между быстрым повышением температуры и столь же быстрым появлением от початка крайне неприятного запаха. Оба эти явления непродолжительны и обычно исчезают через несколько часов. Повышение температуры соцветия не является таким уж редким. Чаще оно встречается у ароидных, потому что среди них много водных и болотных растений, произрастающих в местах, где сравнительно холодно. Повышение температуры более, чем на 10° было отмечено у кувшинки виктории сразу же после того, как началось её культивирование. Этим вопросом специально занимались учёные ещё в конце прошлого столетия. В пасмурную погоду температура цветка колокольчика достигает 16,6 °C, в то время как окружающий воздух прогревается только до 13,2 °C. Это же явление можно наблюдать у магнолии крупноцветковой.
Последующие исследования установили, что появление запаха сочетается с огромной метаболической активностью в соцветии и связано с чрезмерной активностью дыхания, что само по себе может привести к повышению температуры. Под воздействием тепла начинают испаряться летучие вещества, несущие запах, и распространяющееся зловоние привлекает мух-опылителей. Хроматографическое исследование веществ, составляющих запах початка ароидных, обнаружило ещё одно интересное звено в цепи рассматриваемых явлений — необычайно быстрое, взрывное увеличение количества свободных аминокислот в тканях соцветия во время раскрывания пыльников.
Неприятный запах, исходящий от соцветий ароидных, иногда бывает связан с другим типом опыления — сапрокантарофилией, как, например, у аморфофаллуса титанического (Amorphophallus titanum). Отвратительный запах соцветия привлекает навозных и падальных жуков — его постоянных опылителей.
Многие ароидные из разных групп родства в качестве опылителей используют пчел, ос, тлей и привлекают их приятным цветочным запахом и сладковатой жидкостью, похожей на нектар. Ароидные не имеют морфологически выраженных нектарников, и сладковатая жидкость, выполняющая функцию нектара, выделяется у них разными органами цветка.

## Хозяйственное значение и применение
Растения семейства содержат алкалоиды, сапонины, стерины, цианистые соединения; многие из них ядовиты.
Корневища и клубни некоторых видов употребляют в пищу. Таро (Colocasia esculenta) — культивируемое пищевое растение тропиков и субтропиков.
Аморфофаллус коньяк (Amorphophallus konjac) употребляют в пищу в Китае, Корее и Японии, получают желеобразователь.
Многие тропические виды ароидных разводят как декоративные.

## Классификация

### Подсемейства
В настоящее время, в пределах ароидных выделяют 8 подсемейств:
- Ароидные (Aroideae)
- Гимностахисовые (Gymnostachydoideae)
- Калловые, или Белокрыльниковые (Calloideae)
- Лазиевые (Lasioideae)
- Монстеровые (Monsteroideae)
- Оронтиевые (Orontioideae)
- Потосовые (Pothoideae)
- Рясковые (Lemnoideae)

По сравнению с более ранними системами в таксономии семейства произошли следующие изменения: подсемейство Аирные (Acoroideae) было выделено в отдельное семейство Аирные (Acoraceae); ранее самостоятельное семейство Рясковые (Lemnaceae) было включено в семейство Ароидные в ранге подсемейства.

### Роды
Общее число родов в семействе — более ста.
Очень большой вклад в изучение растений семейства Ароидные внёс австрийский ботаник Генрих Вильгельм Шотт. Описанные им роды дополнены сокращением «Schott».
| Латинское название                   | Русское название             | Подсемейство       | Триба               |
| ------------------------------------ | ---------------------------- | ------------------ | ------------------- |
| Aglaodorum Schott                    |                              | Aroideae           | Aglaonemateae       |
| Aglaonema Schott                     | Аглаонема                    | Aroideae           | Aglaonemateae       |
| Alloschemone Schott                  |                              | Monsteroideae      | Monstereae          |
| Alocasia (Schott) G.Don              | Алоказия                     | Aroideae           | Colocasieae         |
| Ambrosina Bassi                      | Амброзиния                   | Aroideae           | Ambrosineae         |
| Amorphophallus Blume ex Decne.       | Аморфофаллус                 | Aroideae           | Thomsonieae         |
| Amydrium Schott                      | Амидриум                     | Monsteroideae      | Monstereae          |
| Anadendrum Schott                    |                              | Monsteroideae      | Anadendreae         |
| Anaphyllopsis A.Hay                  |                              | Lasioideae         |                     |
| Anaphyllum Schott                    |                              | Lasioideae         |                     |
| Anchomanes Schott                    | Анхоманес                    | Aroideae           | Nephthytideae       |
| Anthurium Schott                     | Антуриум                     | Pothoideae         | Anthurieae          |
| Anubias Schott                       | Анубиас                      | Aroideae           | Anubiadeae          |
| Aridarum Ridl.                       |                              | Aroideae           | Schismatoglottideae |
| Ariopsis Nimmo                       |                              | Aroideae           | Colocasieae         |
| Arisaema Mart.                       | Аризема, или Однопокровница  | Aroideae           | Arisaemateae        |
| Arisarum Mill.                       | Аризарум                     | Aroideae           | Arisareae           |
| Arophyton Jum.                       |                              | Aroideae           | Arophyteae          |
| Arum L.                              | Аронник                      | Aroideae           | Areae               |
| Asterostigma Fisch. & C.A.Mey.       | Астеростигма                 | Aroideae           | Spathicarpeae       |
| Bakoa P.C.Boyce & S.Y.Wong           |                              |                    |                     |
| Biarum Schott                        | Биарум                       | Aroideae           | Areae               |
| Bognera Mayo & Nicolson              |                              | Aroideae           | Dieffenbachieae     |
| Bucephalandra Schott                 |                              | Aroideae           | Schismatoglottideae |
| Caladium Vent.                       | Каладиум                     | Aroideae           | Caladieae           |
| Calla L.                             | Белокрыльник                 | Calloideae         |                     |
| Callopsis Engl.                      |                              | Aroideae           | Callopsideae        |
| Carlephyton Jum.                     |                              | Aroideae           | Arophyteae          |
| Cercestis Schott                     | Церцестис                    | Aroideae           | Culcasieae          |
| Chlorospatha Engl.                   |                              | Aroideae           | Caladieae           |
| Colletogyne Buchet                   |                              | Aroideae           | Arophyteae          |
| Colocasia Schott                     | Колоказия                    | Aroideae           | Colocasieae         |
| Croatiella E.G.Gonç.                 |                              |                    |                     |
| Cryptocoryne Fisch. ex Wydler        | Криптокорина                 | Aroideae           | Cryptocoryneae      |
| Culcasia P.Beauv.                    | Кульказия                    | Aroideae           | Culcasieae          |
| Cyrtosperma Griff.                   | Циртосперма                  | Lasioideae         |                     |
| Dieffenbachia Schott                 | Диффенбахия                  | Aroideae           | Dieffenbachieae     |
| Dracontioides Engl.                  |                              | Lasioideae         |                     |
| Dracontium L.                        |                              | Lasioideae         |                     |
| Dracunculus Mill.                    | Дракункулюс, или Дракункулус | Aroideae           | Areae               |
| Eminium (Blume) Schott               | Эминиум                      | Aroideae           | Areae               |
| Epipremnum Schott                    | Эпипремнум                   | Monsteroideae      | Monstereae          |
| Filarum Nicolson                     |                              | Aroideae           | Zomicarpeae         |
| Furtadoa M.Hotta                     |                              | Aroideae           | Homalomeneae        |
| Gearum N.E.Br.                       |                              | Aroideae           | Spathicarpeae       |
| Gonatopus Hook.f. ex Engl.           | Гонатопус                    | Aroideae           | Zamioculcadeae      |
| Gorgonidium Schott                   |                              | Aroideae           | Spathicarpeae       |
| Gymnostachys R.Br.                   | Гимностахис                  | Gymnostachydoideae |                     |
| Hapaline Schott                      |                              | Aroideae           | Caladieae           |
| Helicodiceros Schott                 |                              | Aroideae           | Areae               |
| Heteropsis Kunth                     |                              | Monsteroideae      | Heteropsideae       |
| Holochlamys Engl.                    | Голохламис                   | Monsteroideae      | Spathiphylleae      |
| Homalomena Schott                    |                              | Aroideae           | Homalomeneae        |
| Jasarum G.S.Bunting                  |                              | Aroideae           | Caladieae           |
| Lagenandra Dalzell                   | Лагенандра                   | Aroideae           | Cryptocoryneae      |
| Landoltia Les & D.J.Crawford         |                              | Lemnoideae         |                     |
| Lasia Lour.                          | Лазия                        | Lasioideae         |                     |
| Lasimorpha Schott                    |                              | Lasioideae         |                     |
| Lemna L.                             | Ряска                        | Lemnoideae         |                     |
| Lysichiton Schott                    | Лизихитон                    | Orontioideae       |                     |
| Mangonia Schott                      |                              | Aroideae           | Spathicarpeae       |
| Monstera Adans.                      | Монстера                     | Monsteroideae      | Monstereae          |
| Montrichardia Crueg.                 | Монтричардия                 | Aroideae           | Montrichardieae     |
| Nephthytis Schott                    |                              | Aroideae           | Nephthytideae       |
| Orontium L.                          | Оронтиум                     | Orontioideae       |                     |
| Pedicellarum M.Hotta                 |                              | Pothoideae         | Potheae             |
| Peltandra Raf.                       |                              | Aroideae           | Peltandreae         |
| Philodendron Schott                  | Филодендрон                  | Aroideae           | Philodendreae       |
| Phymatarum M.Hotta                   |                              | Aroideae           | Schismatoglottideae |
| Pinellia Ten.                        |                              | Aroideae           | Arisaemateae        |
| Piptospatha N.E.Br.                  | Пиптоспата                   | Aroideae           | Schismatoglottideae |
| Pistia L.                            | Пистия                       | Aroideae           | Pistieae            |
| Podolasia N.E.Br.                    | Подолазия                    | Lasioideae         |                     |
| Pothoidium Schott                    |                              | Pothoideae         | Potheae             |
| Pothos L.                            | Потос                        | Pothoideae         | Potheae             |
| Protarum Engl.                       | Протарум                     | Aroideae           | Colocasieae         |
| Pseudodracontium N.E.Br.             |                              | Aroideae           | Thomsonieae         |
| Pseudohydrosme Engl.                 |                              | Aroideae           | Nephthytideae       |
| Pycnospatha Thorel ex Gagnep.        |                              | Lasioideae         |                     |
| Remusatia Schott                     | Ремузатия                    | Aroideae           | Colocasieae         |
| Rhaphidophora Hassk.                 | Рафидофора                   | Monsteroideae      | Monstereae          |
| Rhodospatha Poepp.                   | Родоспата                    | Monsteroideae      | Monstereae          |
| Scaphispatha Brongn. ex Schott       |                              | Aroideae           | Caladieae           |
| Schismatoglottis Zoll. & Moritzi     | Схизматоглоттис              | Aroideae           | Schismatoglottideae |
| Scindapsus Schott                    | Сциндапсус                   | Monsteroideae      | Monstereae          |
| Spathantheum Schott                  |                              | Aroideae           | Spathicarpeae       |
| Spathicarpa Hook.                    | Спатикарпа                   | Aroideae           | Spathicarpeae       |
| Spathiphyllum Schott                 | Спатифиллюм                  | Monsteroideae      | Spathiphylleae      |
| Spirodela Schleid.                   | Спиродела, или Многокоренник | Lemnoideae         |                     |
| Stenospermation Schott               | Стеносперматион              | Monsteroideae      | Monstereae          |
| Steudnera K.Koch                     |                              | Aroideae           | Colocasieae         |
| Stylochaeton Lepr.                   | Стилохитон                   | Aroideae           | Stylochaetoneae     |
| Symplocarpus Salisb. ex W.P.C.Barton | Симплокарпус                 | Orontioideae       |                     |
| Synandrospadix Engl.                 |                              | Aroideae           | Spathicarpeae       |
| Syngonium Schott                     | Сингониум                    | Aroideae           | Caladieae           |
| Taccarum Brongn. ex Schott           |                              | Aroideae           | Spathicarpeae       |
| Theriophonum Blume                   |                              | Aroideae           | Areae               |
| Typhonium Schott                     |                              | Aroideae           | Areae               |
| Typhonodorum Schott                  | Тифонодорум                  | Aroideae           | Peltandreae         |
| Ulearum Engl.                        |                              | Aroideae           | Zomicarpeae         |
| Urospatha Schott                     | Уроспата                     | Lasioideae         |                     |
| Wolffia Horkel ex Schleid.           | Вольфия                      | Lemnoideae         |                     |
| Wolffiella (Hegelm.) Hegelm.         | Вольфиелла                   | Lemnoideae         |                     |
| Xanthosoma Schott                    | Ксантосома                   | Aroideae           | Caladieae           |
| Zamioculcas Schott                   | Замиокулькас                 | Aroideae           | Zamioculcadeae      |
| Zantedeschia Spreng.                 | Зантедеския                  | Aroideae           | Zantedeschieae      |
| Zomicarpa Schott                     |                              | Aroideae           | Zomicarpeae         |
| Zomicarpella N.E.Br.                 |                              | Aroideae           | Zomicarpeae         |